# NGC 6559
NGC 6559, também conhecida como Nebulosa Loreta, é uma nebulosa na direção da constelação de Sagittarius. O objeto foi descoberto pelo astrônomo John Herschel em 1826, usando um telescópio refletor com abertura de 18,6 polegadas. 